# Sant Hilari d'Abrera
Sant Hilari d'Abrera és una església d'Abrera inclosa en l'Inventari del Patrimoni Arquitectònic de Catalunya.

## Descripció
L'església emplaçada sobre una antiga vil·la romana; s'han situat els seus orígens en temps anteriors a la conquesta musulmana. Es tracta d'una capella d'una sola nau amb absis rectangular coberta amb volta de canó. Està feta de maçoneria, arrebossat a l'exterior i pintat modernament l'interior. La nau té dos arcosolis per costat, amb sengles bancs a la paret inferior. L'absis en té un costat sud, i al nord es comunica amb una cambra annexa, també d'origen antic.
A l'interior trobem 6 impostes, 4 a l'arc triomfal i 2 a l'interior de l'absis. Les dues primeres són reaprofitades, de tradició tardo-romana; tenen al voladís un motlluratge format per dos bossells cilíndrics dins dos semicilindres de concavitat invertida, al dessota dels quals neix una motllura en cavet; a la cara frontal, entre els bossells hi ha un filet o doble filet decorat amb motius de soga o altres relleus. La de la dreta té representada tres caps molt esquemàtics, coberts per una mena de caputxes, esculpits dins d'unes arcades; aquest relleu és posterior a la resta de la imposta, d'època preromànica.
Les altres dues impostes de l'arc triomfal són una còpia del segle x de les tardo-romàniques però estan fetes amb poca traça. També del segle x són les impostes de l'absis però estan molt malmeses.

## Història
La capella va ser bastida sobre una vil·la romana. És esmentada per primer cop l'any 1252, quan Ramon de Voltrera, feudatari de Castellví, fa hereu del castell de Voltrera i de la casa de Sant Hilari el seu fill Ramon i, en substitució d'aquest, el seu segon fill, Pere. La capella és esmentada posteriorment en les visites pastorals a partir de 1310. Al segle xvi es dona el nom de Quadra de Sant Hilari a la finca.
Com a conseqüència d'un conveni urbanístic, ha esdevingut propietat pública de l'Ajuntament d'Abrera.